# Тамбовське намісництво
Тамбо́вське намі́сництво (рос. Тамбовское наместничество) — адміністративно-територіальна одиниця в Російській імперії в 1779–1796 роках. Адміністративний центр — Тамбов. Створене 1779 року на основі частин Воронезької та Казанської губернії. Складалося з 13 повітів. 12 грудня 1796 року перетворене на Тамбовську губернію.